# Jaromír Jágr
Temple de la renommée de l'IIHF : 2024
Temple de la renommée du hockey tchèque :
Jaromír Jágr (API : ['jaromi:r 'ja:gr̩] ), né le 15 février 1972 à Kladno en Tchécoslovaquie, aujourd'hui ville de Tchéquie, est un joueur professionnel tchèque de hockey sur glace. Il évolue jusqu'en 2007-2008 dans la Ligue nationale de hockey puis signe un contrat avec l'Avangard Omsk de la nouvelle Ligue continentale de hockey (également désignée par son sigle anglais : la KHL) avant de revenir dans la LNH en 2011. Il porte le numéro 68 en mémoire du Printemps de Prague de 1968. Avec les Penguins de Pittsburgh et Mario Lemieux, il remporte deux fois la Coupe Stanley en 1991 et 1992, termine cinq fois meilleur compteur du championnat et est élu meilleur joueur de la LNH en 1999.

## Biographie sportive

### Carrière en club

#### Les débuts en Europe
Il commence sa carrière avec Poldi SONP Kladno dans les sections juniors et en 1988-1989, il joue ses premiers matchs dans le championnat tchécoslovaque de première division. Septième meilleur marqueur de la saison régulière en 1989-1990, il est également élu dans l'équipe type de la saison aux côtés de Dominik Hašek, Leo Gudas, Jerguš Bača, Jiří Doležal et Robert Reichel.
Après deux saisons avec l'équipe sénior, il se présente au repêchage d'entrée de 1990 de la Ligue nationale de hockey et il est le premier joueur de Tchécoslovaquie à participer à un repêchage  sans réaliser de défection.
Craig Patrick, directeur général de la franchise des Penguins de Pittsburgh, a personnellement supervisé le jeune Tchèque mais c'est également le cas du directeur des Flyers de Philadelphie, alors que ces derniers doivent choisir juste avant les Penguins en quatrième. Le directeur général des Flyers quitte son poste quelques jours avant le repêchage et Patrick peut espérer voir Jágr arriver au sein de l'équipe. Owen Nolan, Petr Nedvěd, Keith Primeau et Mike Ricci sont les quatre premiers joueurs choisis par les différentes équipe et finalement, Patrick peut annoncer son choix sur les droits de Jágr .
À son arrivée dans la ville de Pittsburgh, les dirigeants des Penguins montent une fête de bienvenue et invitent plusieurs Tchèques locaux afin de proposer à Jágr des solutions simples et temporaires d'hébergement – le jeune tchèque ne parlant pas anglais. Au cours de la soirée, Mario Lemieux, se souvenant de son arrivée à Pittsburgh six ans plus tôt alors qu'il ne parlait pas un mot d'anglais, vient discuter avec Jágr et lui offre son aide pour toute question ou tout problème.

#### Les premières années et les  Coupes Stanley

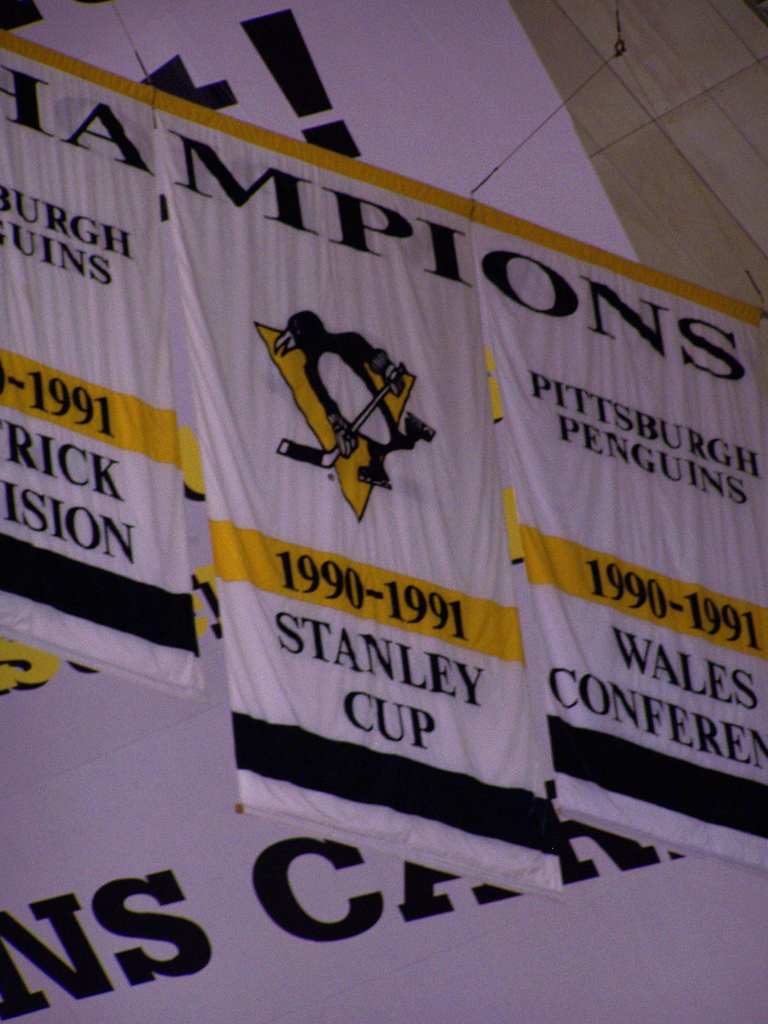
Les bannières accrochées dans le Mellon Arena et commémorant les titres de 1991.

Pour la première saison de Jágr dans la LNH, Mario Lemieux manque le début du calendrier en raison d'une infection qu'il contracte après une hospitalisation et l'équipe doit s'appuyer sur Jágr, Tom Barrasso dans les buts, Paul Coffey, et Randy Hillier mais également sur de nouveaux joueurs Larry Murphy, Ron Francis et Ulf Samuelsson qui arrivent en cours de saison. Patrick fait également signer « Badger Bob » Johnson pour diriger l'équipe et Scotty Bowman en tant qu'assistant. Il met tout de même du temps à réussir à s'intégrer dans le jeu d'Amérique du Nord n'inscrivant qu'un point et ne réalisant que douze tirs au but dans les quinze premières rencontres du calendrier. Le jeune joueur tchèque se sent isolé et n'a personne à qui parler dans l'équipe malgré les efforts de ses coéquipiers. Le 13 décembre 1990, Patrick décide alors de transférer Jim Kyte aux Flames de Calgary en retour d'un joueur tchèque : Jiří Hrdina.
Jágr joue les quatre-vingt matchs de la saison se classant à la cinquième place des meilleurs pointeurs de l'équipe. Malgré cette performance, il ne remporte pas trophée Calder du meilleur rookie alors que c'est le gardien des Blackhawks de Chicago, Ed Belfour, qui remporte le trophée.
Les Penguins sont qualifiés pour les séries éliminatoires de la Coupe Stanley et parviennent à se hisser à la finale de la Coupe Stanley en perdant à chaque fois le premier match de chaque ronde. Ils éliminent ainsi tour à tour les Devils du New Jersey, les Capitals de Washington et enfin les Bruins de Boston. Ils retrouvent en finale les North Stars du Minnesota, perdent le premier match mais finalement remportent leur première Coupe Stanley  sur le score de 4 matchs à 2. Encore une fois Jágr joue tous les matchs de l'équipe et totalise 13 points.
La saison 1991-1992 commence mal pour les Penguins : l'équipe est privée de Johnson atteint d'une tumeur du cerveau et hospitalisé. Jágr va jouer 70 matchs finissant sixième meilleur pointeur de l'équipe avec 69 points. Il inscrit 24 points de plus lors de conquête de la seconde Coupe Stanley des Penguins.

#### Les années suivantes avec les Penguins
Petit à petit, Jágr joue un rôle de plus en plus important au sein de l'équipe et il est le meilleur pointeur de l'équipe en saison 1993-1994 et entre pour la première fois dans les 10 meilleurs pointeurs de la saison avec 32 buts et 67 passes pour 99 points, son plus haut total personnel jusqu'à présent. Il profite alors de la blessure de Mario Lemieux et de son absence. En 1994-1995, il continue sur sa lancée alors que la saison est écourtée et inscrit 70 points. À égalité avec Eric Lindros des Flyers de Philadelphie mais ayant marqué trois buts de plus que Lindros, Jágr remporte son trophée Art-Ross du meilleur pointeur. À l'issue de la saison, il remporte également sa première Crosse d'Or distinction remise au meilleur joueur tchèque, tous championnats confondus. Il est également sélectionné dans la première équipe type de la saison.
C'est au cours de la saison 1995-1996 qu'il atteint son plus haut total personnel avec 149 points, le plus haut total atteint par un joueur né en Europe[réf. nécessaire]. Il décroche également le record de la LNH pour le plus grand nombre d'aides et de points en une saison pour un ailier droit. Le 23 février 1996 alors que Lemieux est revenu au jeu, les deux joueurs inscrivent le même soir leur 50e but de la saison lors d'une victoire 5-4 contre les Whalers de Hartford. Il devient alors le premier joueur tchèque à inscrire 50 buts en une saison de la LNH. À l'issue de la saison, les joueurs de Pittsburgh briguent toutes les premières places du classement des pointeurs : Lemieux est premier avec 161 points (meilleur buteur, passeur et pointeur), Jágr second avec 149 points et Ron Francis en quatrième position est auteur de 119 points dont 92 aides. Pittsburgh perd tout de même en finale de conférence contre les Panthers de la Floride en sept matchs.
Au cours de la saison suivante ses chiffres vont diminuer même s'il est sixième compteur de la ligue. Les Penguins sont éliminés au premier tour des séries. Lemieux met fin à sa carrière et Ron Francis le remplace en tant que capitaine de l'équipe pour la saison 1997-1998. Le 12 janvier 1998, au cours d'un match contre les Hurricanes de la Caroline, il réalise sa 400e passe décisive puis le 15 avril son 300e but contre le Lightning de Tampa Bay. Avec un total de 102 points, Jágr est le meilleur pointeur de la saison, onze points devant Peter Forsberg. Il remporte alors son second trophée Art-Ross mais encore une fois l'équipe ne parvient pas à aller jusqu'au bout, perdant au premier tour contre les Canadiens de Montréal, 4 matchs à 2. Au cours de cette saison, l'ossature principale des Penguins de Pittsburgh est composée de joueurs tchèques, tous champions lors des Jeux olympiques de 1998 : Jágr, Robert Lang, Jiří Šlégr et Martin Straka,.
1998-1999 est la première saison où Jágr a réellement le rôle de meneur de l'équipe à assumer : en effet Ron Francis quitte la franchise et signe avec les Hurricanes de la Caroline, nouvelle incarnation de son ancienne équipe les Whalers de Hartford. Jágr devient donc le nouveau capitaine de l'équipe. À la fin de la saison régulière les Penguins sont troisièmes de leur division et Jaromír Jágr est encore une fois le meilleur pointeur. Avec 127 points, il s'approche de son record personnel, distance Teemu Selänne, le second meilleur pointeur de 20 points et remporte une nouvelle fois le trophée Art-Ross. Il est également désigné en tant que meilleur joueur de la saison selon le vote des autres joueurs et remporte alors son premier trophée Lester-B.-Pearson mais également selon les votes de l'Association Professionnelle de la Presse Écrite. Il remporte donc également son premier trophée Hart. Après avoir écarté les Devils du New Jersey en sept matchs, les Penguins vont chuter une nouvelle fois en séries, contre les Maple Leafs de Toronto.
La préparation de la saison suivante est marquée par un événement dans le monde des Pengins : Jágr a profité de l'été et d'un voyage en Italie dans la ville de Rome pour couper ses cheveux qu'il avait très longs et ce depuis longtemps. Il joue tout de même une nouvelle fois les premiers rôles de la saison inscrivant 96 points, soit 2 points de plus que Pavel Boure le second meilleur pointeur, et remportant son quatrième trophée Art-Ross et son second Lester-B.-Pearson. Malheureusement pour les Penguins, les saisons se suivent et se ressemblent : les Capitals de Washington sont écartés en cinq matchs mais ils chutent contre les Flyers de Philadelphie en six matchs. Le 4 mai 2000, les Penguins jouent un des matchs les plus longs de leur histoire contre les Flyers, le quatrième de la série : les deux équipes ne parviennent à se départager qu'au bout de 152 minutes de jeu pour le troisième jeu le plus long de l'histoire de la LNH. Jágr joue 59 minutes et 8 secondes au cours de cette défaite 2 à 1. Le match prend fin à la suite d'un but de Keith Primeau. Jágr remporte tout de même une nouvelle fois la Crosse d'Or, sa quatrième.
Jaromír Jágr va jouer sa dernière saison avec les Penguins en 2000-2001 avec encore une fois le même scénario que les saisons passées : meilleur pointeur avec 121 points mais élimination avant la finale. Le scénario diffère tout de même un peu avec le retour au jeu en décembre de Mario Lemieux et par le fait que les Penguins vont aller jusqu'à la finale de la conférence. Lemieux fait son retour au jeu le 27 décembre 2000 dans un match à Pittsburgh contre les Maple Leafs de Toronto. Plus de 300 journalistes sont présents pour couvrir le retour au jeu, le match étant diffusé en direct dans plusieurs pays. Le match débute par la descente du maillot frappé du 66 de Lemieux, alors accroché dans les chevrons de la patinoire, puis 33 secondes après le premier engagement, il va marquer le premier de ses points de la saison. Il réalise un de ses mouvements préférés en allant vers les buts adverses, faisant un tour sur lui-même pour donner à Jágr, lancé plein axe, qui trompe le gardien des Maple Leafs. Qualifiés pour les séries, les Penguins vont battre les Capitals de Washington puis les Sabres de Buffalo mais vont perdre en finale de conférence contre les Devils du New Jersey. Lemieux est alors le meilleur pointeur de l'équipe des séries. Jágr remporte une nouvelle fois le trophée Art-Ross mais passe à côté de la Crosse d'Or remise à Jiří Dopita.

#### L'échec avec les Capitals et le départ pour les Rangers

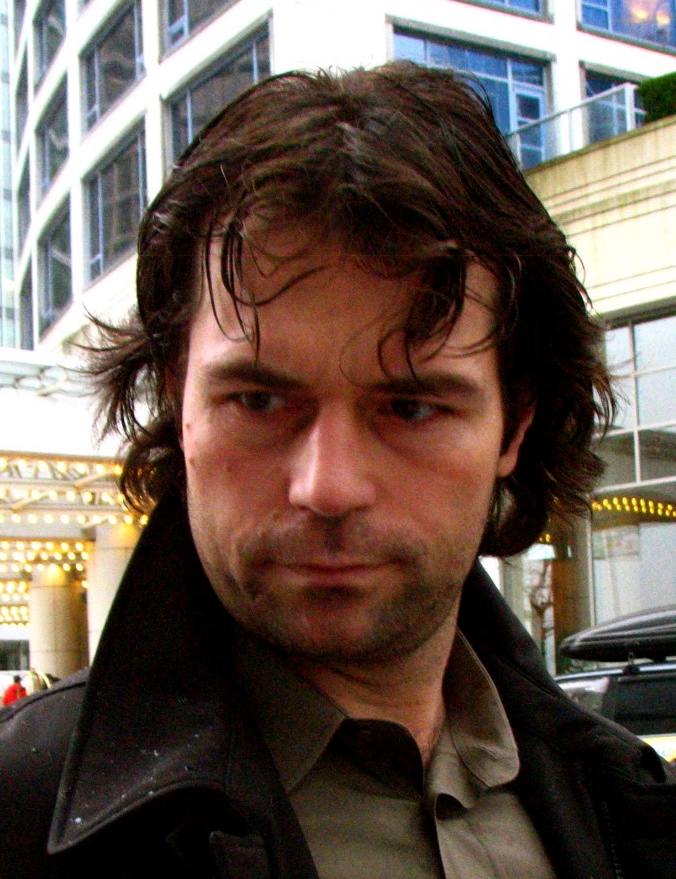
Robert Lang, coéquipier de Jágr sous le maillot des Penguins puis des Capitals.

En juillet 2001, il quitte les Penguins pour rejoindre les Capitals de Washington avec František Kučera et en retour de Kris Beech, Michal Sivek et Ross Lupaschuk ainsi que d'autres considérations futures. Il signe alors un très gros contrat pour 77 millions de dollars en 7 ans soit 11 millions de dollars par an. Malheureusement, le joueur n'est pas à la hauteur des attentes de l'équipe : avec 79 points, Jágr est cinquième meilleur buteur de la saison 2001-2002 mais cela n'est pas suffisant pour atteindre les séries. Au cours de l'été qui suit, il est rejoint par son ancien coéquipier des Penguins, Robert Lang mais même si les Capitals vont se qualifier pour les séries de 2003, ils perdent au premier tour contre le Lightning de Tampa Bay.
Les Capitals décident alors d'alléger leur masse salariale pour essayer de construire une équipe sur la durée et sur un socle collectif plutôt que sur des individualités. Les Capitals tentent alors de vendre Jágr à d'autres équipes mais peu de concurrents sont prêts à débourser 11 millions pour un joueur. Finalement le 23 janvier 2004, le joueur tchèque prend la direction des Rangers de New York en retour de Anson Carter mais également d'un accord entre les deux équipes. Cet accord prévoit qu'alors qu'il restait 4 saisons à Jágr à jouer avec les Capitals, ceux-ci s'engagent à payer environ 4 millions de dollars par an du salaire du joueur, le reste étant payé par les Rangers. Il reste une trentaine de matchs dans la saison quand Jágr arrive dans la ville de New York et il inscrit 29 points lors de ces derniers matchs. Malgré tout, ni les Capitals ni les Rangers ne vont se qualifier pour les séries.

#### Lelock-outde la LNH
La saison 2004-2005 de la LNH est annulée en raison d'un lock-out des joueurs, il retourne jouer en Europe. Il commence la saison avec son premier club qui évolue désormais dans l’Extraliga. Il ne joue que 17 rencontres des 52 matchs mais il inscrit tout de même 28 points avant de rejoindre l'Avangard Omsk du championnat russe. Il est alors signé par l'équipe de Roman Abramovich et même si l'équipe est championne en titre 2003-2004, elle ne parvient pas à passer les quarts de finale des séries.
Malgré tout l'équipe participe à la Coupe d'Europe de 2005 qui se déroule entre six équipes : le HC Zlín de l’Extraliga tchèque, le Kärpät Oulu de la SM-liiga et l'équipe Frankfurt Lions de la Deutsche Eishockey-Liga pour la division A et les équipes du HV 71 de l’Elitserien, le HC Dukla Trenčín de l’Extraliga slovaque et l'Avangard pour la division B. La finale va opposer les équipes de Oulu et d'Omsk et finalement Omsk va remporter la coupe grâce à un but en prolongation de Jágr sur une passe de Maksim Souchinski. Jágr va inscrire le but de la victoire mais également une passe sur le premier but de l'équipe. À l'issue de la saison, il remporte une nouvelle fois la Crosse d'Or du meilleur joueur tchèque.

#### Les Rangers de New York

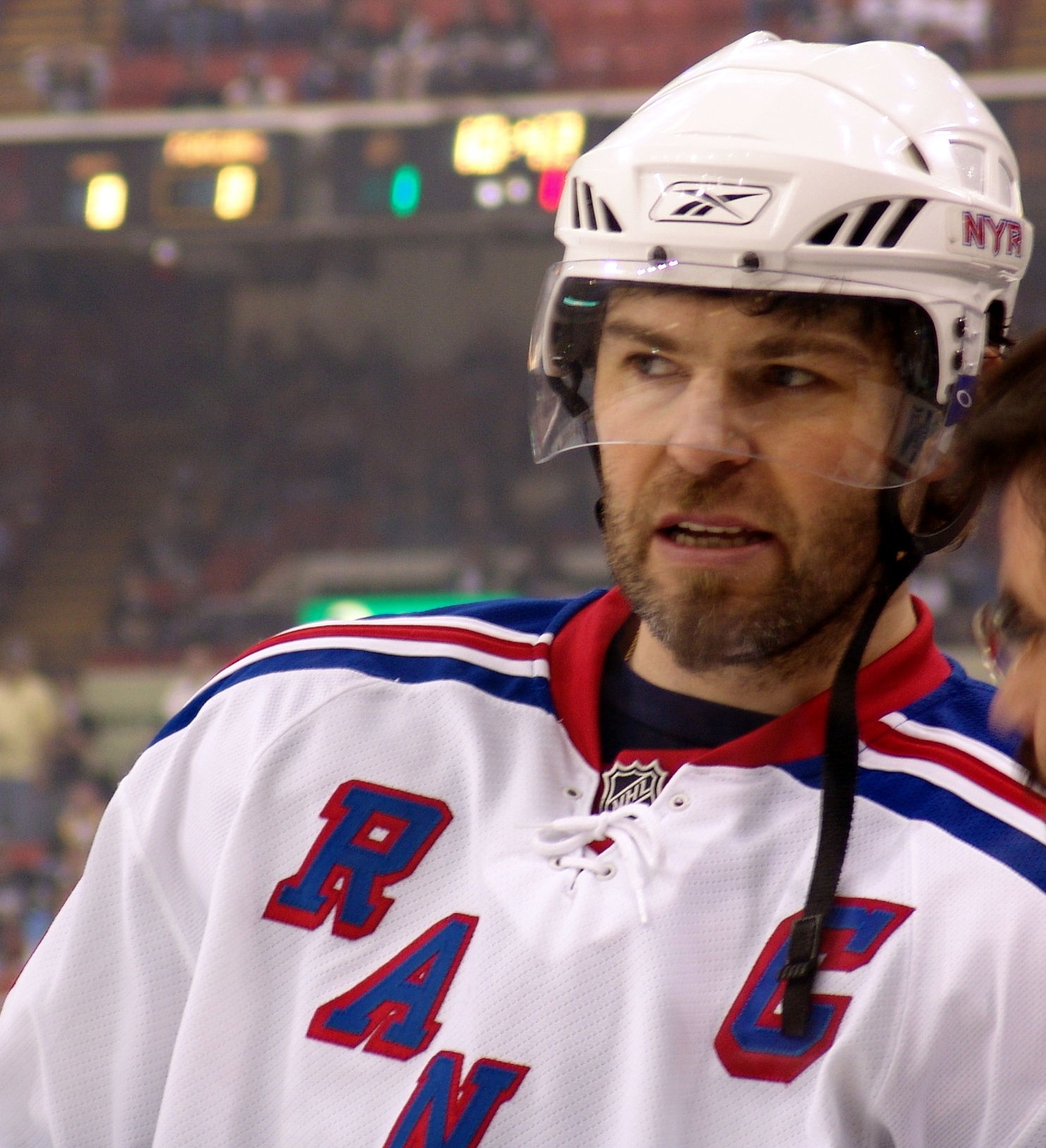
Jágr avec les Rangers de New York en 2008.

Son arrivée avec les Rangers se fait vite sentir avec l'application des nouvelles règles suivant le lock-out 2004-2005. En effet, en 2005-2006, à sa deuxième saison complète avec les Blueshirts, il leur aura permis d'atteindre les séries éliminatoires pour la première fois depuis 1997. Au cours de cette même saison, il devient également le meilleur pointeur de l'histoire de l'équipe sur une saison avec 123 points, record détenu par le passé par Jean Ratelle (109 points en 1971-1972). Il finit à la seconde place du classement des meilleurs pointeurs de la LNH rattrapé peu de temps avant la fin par Joe Thornton (125 points). Il remporte tout de même son troisième trophée Lester-B.-Pearson de sa carrière. Cela n'est tout de même pas suffisant puisque les Rangers sont éliminés en quatre matchs lors du premier tour par les Devils du New Jersey.
À la suite de la retraite de Mark Messier, il est nommé 24e capitaine de l'équipe le 5 octobre 2006. Le 19 novembre 2006, lors d'un match contre le Lightning de Tampa Bay, il marque son 600e but dans la LNH (victoire des Rangers sur le score de 4 buts à 1 avec 1 but et 2 passes de Jágr). Trois jours plus tard, il marque deux buts contre les Hurricanes de la Caroline et devient ainsi le meilleur buteur européen de la LNH de tous les temps devançant le Finlandais Jari Kurri (601 buts). Auteur de 96 points à l'issue de la saison, Jágr est dans les dix meilleurs pointeurs de la saison mais il est tout de même loin derrière les 120 points de Sidney Crosby. Les Rangers sont une nouvelle fois qualifiés pour les séries, éliminent les Thrashers d'Atlanta en quatre matchs mais perdent au second tour contre les Sabres de Buffalo. Non récompensé par un trophée de la LNH à l'issue de la saison, il remporte tout de même une nouvelle crosse d'Or en août 2007 puis une quatrième consécutive en 2008, sa neuvième.

#### La Ligue continentale de hockey
En 2008, il rejoint l'Avangard Omsk dans la  nouvelle ligue de hockey d'Eurasie, la Ligue continentale de hockey (ligue également désignée par le sigle KHL). Il joue alors aux côtés du jeune espoir russe Alekseï Tcherepanov. Ce dernier choisi par les Rangers lors du repêchage d'entrée de 2007 de la LNH apprécie notamment les conseils de Jágr qu'il ressent comme le quatrième entraîneur de l'équipe. Le 13 octobre 2008, Tcherepanov est victime d'un arrêt cardiaque sur la patinoire lors du troisième tiers d'un match de l'équipe contre le Vitiaz Tchekhov alors qu'il vient de finir une présence de jeu avec Jágr. Il décède quelques minutes plus tard à l'âge de 19 ans.
Le 26 novembre 2008, la KHL annonce que pour le premier Match des étoiles de son histoire, une sélection de joueurs russes sera opposée aux meilleurs joueurs étrangers. Jágr est désigné pour être le capitaine de l'équipe des étrangers. Il a alors la possibilité de choisir ses assistants alors que les autres joueurs sont sélectionnés par la KHL ou par les fans. Les choix de Jágr se portent sur Marcel Hossa et Jakub Klepiš.
En 2009, il déclare qu'il souhaite revenir dans la LNH mais finalement à l'issue de la saison 2009-2010, il annonce qu'il joue encore la saison 2010-2011 avec Omsk.
Klepiš s'engage au Salavat Ioulaïev Oufa, mais l'Avangard signe deux compatriotes de Jágr : Roman Červenka et le défenseur Martin Škoula. Lors du troisième Match des étoiles, l'équipe Jágr qui représente la Conférence Est l'emporte sur le score fleuve de 18-16 face à la Conférence Ouest d'Alekseï Iachine. L'Avangard remporte la saison régulière et reçoit la Coupe du Continent. Jágr est le huitième pointeur de la ligue avec 51 points et le deuxième de sa formation derrière Červenka qui en totalise 61. Lors des séries éliminatoires de la Coupe Gagarine, l'Avangard est accroché par le Neftekhimik Nijnekamsk lors du premier tour. Il faut sept matchs aux coéquipiers du capitaine Dmitri Riabykine pour venir à bout des Tatars. Lors de la demi-finale de conférence face au Metallourg Magnitogorsk, l'Avangard mène la série 3 victoires à 2 après deux succès en prolongations sur des buts du défenseur Andreï Pervychine. Finalement, l'équipe de Kari Heikkilä inverse la tendance et s'impose à la Omsk Arena lors du septième match remporté 2-0. Jágr et ses coéquipiers restent muets face au gardien Gueorgui Guelachvili auteur d'un blanchissage. Le Tchèque compte 9 buts en 14 matchs. À la fin de la saison, il remporte sa dixième Crosse d'Or.

#### Retour dans la LNH
Le 1er juillet 2011, Jágr retourne dans la LNH pour la saison 2011-2012 en signant un contrat d'un an avec les Flyers de Philadelphie lui valant 3,3 millions de dollars. Dès le premier match de la saison, il marque son 1600e point, il obtient une passe décisive sur le but de Claude Giroux lors d'une victoire 2-1 contre les Bruins de Boston. Le 1er mars, alors que les Flyers affrontent les Islanders de New York, Jágr marque un but en deuxième période, son deuxième point du match, lui permettant de dépasser Joe Sakic au huitième rang des meilleurs pointeurs de tous les temps avec un total de 1643 points.
Le 3 juillet 2012, il signe un contrat d'un an avec les Stars de Dallas pour 4,55 millions de dollars. Le lock-out du début de la Saison 2012-2013 de la LNH fait qu'il retourne jouer pour son club tout le début de la saison de l'Extraliga ; en 34 rencontres, il inscrit 24 buts et 33 passes décisives pour un total de 57 points. Au début de janvier, la LNH reprend et lors de son premier match sous ses nouvelles couleurs, il inscrit deux buts et réalise deux passes décisives pour la victoire 4-3 des siens sur les Coyotes de Phoenix. Le 2 avril, il rejoint les Bruins de Boston en retour d'un choix du repêchage de 2013.
En juillet 2013, à 41 ans, il signe un contrat d'un an avec les Devils du New Jersey. Le 22 novembre 2013, il marque son 690e but dans la LNH et se classe ainsi au neuvième rang des buteurs de la LNH, à égalité avec son ancien coéquipier Mario Lemieux à propos duquel il déclare : « If he would have played as many games as me, he would probably have 2,500 points and 900 goals. »,. Le 11 janvier 2014, il récolte une mention d'aide lors de la victoire 2-1 en prolongation des Devils face aux Panthers de la Floride. Il s'agit alors de son 1 724e point dans la LNH ; il dépasse ainsi Lemieux pour devenir le septième meilleur pointeur de l'histoire de la ligue.
Le 26 février 2015, il est échangé à ces mêmes Panthers contre deux choix au repêchage ; à la fin de la saison régulière, il signe une prolongation d'un an avec l'équipe de la Floride. Le 9 avril, il inscrit son 1 799e point dans la LNH pour devancer Ron Francis et se classer au quatrième rang de toute l'histoire de la ligue pour le nombre de points. Un peu plus tard dans le match il inscrit son 1 800e point. Le 20 décembre, il marque son 732e but dans la LNH, devenant ainsi le 4e buteur de l'histoire de la ligue. Le 5 mai 2016, il signe un nouveau contrat d'un an avec les Panthers.
Le 18 février 2024, l’organisation des Penguins retire le numéro 68 de Jágr avant leur match contre les Kings de Los Angeles.

### Carrière internationale

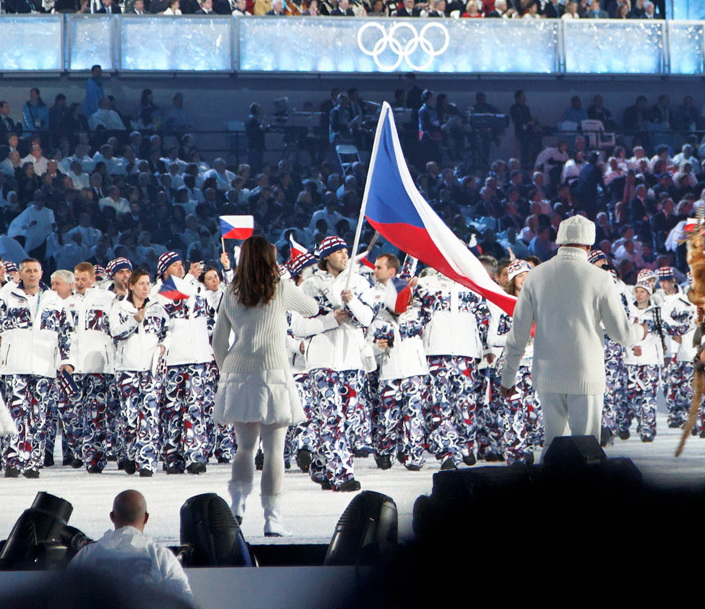
La délégation tchèque à Vancouver pour les Jeux de 2010. Jágr est le porte drapeau.

Au niveau international, Jágr a gagné la médaille d'or aux Jeux olympiques d'hiver de 1998 à Nagano et la médaille de bronze aux Jeux olympiques d'hiver de 2006 à Turin. Il a également remporté les Championnats du monde de 2005, ce qui fait qu'il appartient au cercle très fermé des joueurs à avoir remporté à la fois les Jeux olympiques, les Championnats du monde et la Coupe Stanley, le Club Triple Or.
Il est le porte-drapeau de la République tchèque aux Jeux olympiques d'hiver de 2010 à Vancouver.

### Critiques
À la suite de la seconde victoire des Penguins de Pittsburgh en finale de la Coupe Stanley en 1992, Jágr est pour la première fois la cible de critiques déclarant qu'il souhaiterait être transféré dans une ville avec plus de soleil, la plage et des filles. Sept ans plus tard, alors qu'il évolue toujours avec les Penguins, lors de l'été 1999, le tabloïd tchèque Blesk retranscrit des propos de Jágr où il aurait dit que la différence entre son pays natal et Pittsburgh serait la même qu'entre le paradis et l'enfer. Jágr insiste alors pour dire que ses propos ont été mal compris, cette erreur suivant d'autres propos mal interprétés qu'il aurait eus sur Kevin Constantine, entraîneur des Penguins à l'époque.
Plus tard, à la suite de son départ pour les Capitals de Washington, Jágr est critiqué par la presse locale en raison du manque de résultats en dépit du salaire faramineux qu'il reçoit. Son transfert au sein des Rangers laisse également un goût amer pour les fans des Capitals, voyant leur équipe contrainte à devoir payer encore pendant quatre saisons un joueur qui ne leur aura rien apporté.

## Statistiques

### Statistiques en club
| Saison     | Équipe                 | Ligue      |       | Saison régulière | Saison régulière | Saison régulière | Saison régulière | Saison régulière |    | Séries éliminatoires | Séries éliminatoires | Séries éliminatoires | Séries éliminatoires | Séries éliminatoires |
| Saison     | Équipe                 | Ligue      | PJ    | B                | A                | Pts              | Pun              | PJ               | B  | A                    | Pts                  | Pun                  |                      |                      |
| 1988-1989  | Poldi SONP Kladno      | 1.liga     | 39    | 8                | 10               | 18               | 4                | -                | -  | -                    | -                    | -                    |                      |                      |
| 1989-1990  | Poldi SONP Kladno      | 1.liga     | 51    | 30               | 30               | 60               |                  | -                | -  | -                    | -                    | -                    |                      |                      |
| 1990-1991  | Penguins de Pittsburgh | LNH        | 80    | 27               | 30               | 57               | 42               | 24               | 3  | 10                   | 13                   | 6                    |                      |                      |
| 1991-1992  | Penguins de Pittsburgh | LNH        | 70    | 32               | 37               | 69               | 34               | 21               | 11 | 13                   | 24                   | 6                    |                      |                      |
| 1992-1993  | Penguins de Pittsburgh | LNH        | 81    | 34               | 60               | 94               | 61               | 12               | 5  | 4                    | 9                    | 23                   |                      |                      |
| 1993-1994  | Penguins de Pittsburgh | LNH        | 80    | 32               | 67               | 99               | 61               | 6                | 2  | 4                    | 6                    | 16                   |                      |                      |
| 1994-1995  | Poldi SONP Kladno      | Extraliga  | 11    | 8                | 14               | 22               | 0                | -                | -  | -                    | -                    | -                    |                      |                      |
| 1994-1995  | Penguins de Pittsburgh | LNH        | 48    | 32               | 38               | 70               | 37               | 12               | 10 | 5                    | 15                   | 6                    |                      |                      |
| 1994-1995  | HC Bolzano             | Seria A    | 1     | 0                | 0                | 0                | 0                | -                | -  | -                    | -                    | -                    |                      |                      |
| 1995-1996  | Penguins de Pittsburgh | LNH        | 82    | 62               | 87               | 149              | 96               | 18               | 11 | 12                   | 23                   | 18                   |                      |                      |
| 1996-1997  | Penguins de Pittsburgh | LNH        | 63    | 47               | 48               | 95               | 40               | 5                | 4  | 4                    | 8                    | 4                    |                      |                      |
| 1997-1998  | Penguins de Pittsburgh | LNH        | 77    | 35               | 67               | 102              | 64               | 6                | 4  | 5                    | 9                    | 2                    |                      |                      |
| 1998-1999  | Penguins de Pittsburgh | LNH        | 81    | 44               | 83               | 127              | 66               | 9                | 5  | 7                    | 12                   | 16                   |                      |                      |
| 1999-2000  | Penguins de Pittsburgh | LNH        | 63    | 42               | 54               | 96               | 50               | 11               | 8  | 8                    | 16                   | 6                    |                      |                      |
| 2000-2001  | Penguins de Pittsburgh | LNH        | 81    | 52               | 69               | 121              | 42               | 16               | 2  | 10                   | 12                   | 18                   |                      |                      |
| 2001-2002  | Capitals de Washington | LNH        | 69    | 31               | 48               | 79               | 30               | -                | -  | -                    | -                    | -                    |                      |                      |
| 2002-2003  | Capitals de Washington | LNH        | 75    | 36               | 41               | 77               | 38               | 6                | 2  | 5                    | 7                    | 2                    |                      |                      |
| 2003-2004  | Capitals de Washington | LNH        | 46    | 16               | 29               | 45               | 26               | -                | -  | -                    | -                    | -                    |                      |                      |
| 2003-2004  | Rangers de New York    | LNH        | 31    | 15               | 14               | 29               | 12               | -                | -  | -                    | -                    | -                    |                      |                      |
| 2004-2005  | HC Kladno              | Extraliga  | 17    | 11               | 17               | 28               | 16               | -                | -  | -                    | -                    | -                    |                      |                      |
| 2004-2005  | Avangard Omsk          | Superliga  | 32    | 16               | 23               | 39               | 63               | 11               | 4  | 9                    | 13                   | 22                   |                      |                      |
| 2005-2006  | Rangers de New York    | LNH        | 82    | 54               | 69               | 123              | 72               | 3                | 0  | 1                    | 1                    | 2                    |                      |                      |
| 2006-2007  | Rangers de New York    | LNH        | 82    | 30               | 66               | 96               | 78               | 10               | 5  | 6                    | 11                   | 12                   |                      |                      |
| 2007-2008  | Rangers de New York    | LNH        | 82    | 25               | 46               | 71               | 58               | 10               | 5  | 10                   | 15                   | 12                   |                      |                      |
| 2008-2009  | Avangard Omsk          | KHL        | 55    | 25               | 28               | 53               | 62               | 9                | 4  | 5                    | 9                    | 4                    |                      |                      |
| 2009-2010  | Avangard Omsk          | KHL        | 51    | 22               | 20               | 42               | 50               | 3                | 1  | 1                    | 2                    | 0                    |                      |                      |
| 2010-2011  | Avangard Omsk          | KHL        | 49    | 19               | 31               | 50               | 48               | 14               | 2  | 7                    | 9                    | 8                    |                      |                      |
| 2011-2012  | Flyers de Philadelphie | LNH        | 73    | 19               | 35               | 54               | 30               | 11               | 1  | 7                    | 8                    | 2                    |                      |                      |
| 2012-2013  | HC Kladno              | Extraliga  | 34    | 24               | 33               | 57               | 2                | -                | -  | -                    | -                    | -                    |                      |                      |
| 2012-2013  | Stars de Dallas        | LNH        | 34    | 14               | 12               | 26               | 20               | -                | -  | -                    | -                    | -                    |                      |                      |
| 2012-2013  | Bruins de Boston       | LNH        | 11    | 2                | 7                | 9                | 2                | 22               | 0  | 10                   | 10                   | 8                    |                      |                      |
| 2013-2014  | Devils du New Jersey   | LNH        | 82    | 24               | 43               | 67               | 46               | -                | -  | -                    | -                    | -                    |                      |                      |
| 2014-2015  | Devils du New Jersey   | LNH        | 57    | 11               | 18               | 29               | 42               | -                | -  | -                    | -                    | -                    |                      |                      |
| 2014-2015  | Panthers de la Floride | LNH        | 20    | 6                | 12               | 18               | 6                | -                | -  | -                    | -                    | -                    |                      |                      |
| 2015-2016  | Panthers de la Floride | LNH        | 79    | 27               | 39               | 66               | 48               | 6                | 0  | 2                    | 2                    | 4                    |                      |                      |
| 2016-2017  | Panthers de la Floride | LNH        | 82    | 16               | 30               | 46               | 56               | -                | -  | -                    | -                    | -                    |                      |                      |
| 2017-2018  | Flames de Calgary      | LNH        | 22    | 1                | 6                | 7                | 10               | -                | -  | -                    | -                    | -                    |                      |                      |
| 2017-2018  | HC Kladno              | 1.liga     | 5     | 0                | 4                | 4                | 0                | 10               | 0  | 0                    | 0                    | 0                    |                      |                      |
| 2018-2019  | HC Kladno              | 1.liga     | 4     | 1                | 3                | 4                | 8                | 0                | 0  | 0                    | 0                    | 0                    |                      |                      |
| 2019-2020  | HC Kladno              | Extraliga  | 38    | 15               | 14               | 29               | 28               | -                | -  | -                    | -                    | -                    |                      |                      |
| 2020-2021  | HC Kladno              | 1.liga     | 19    | 2                | 10               | 12               | 8                | 16               | 2  | 8                    | 10                   | 8                    |                      |                      |
| 2021-2022  | HC Kladno              | Extraliga  | 43    | 8                | 11               | 19               | 20               | -                | -  | -                    | -                    | -                    |                      |                      |
| 2022-2023  | HC Kladno              | Extraliga  | 26    | 5                | 9                | 14               | 16               | -                | -  | -                    | -                    | -                    |                      |                      |
| 2023-2024  | HC Kladno              | Extraliga  | 15    | 0                | 4                | 4                | 10               | -                | -  | -                    | -                    | -                    |                      |                      |
| 2024-2025  | HC Kladno              | Extraliga  | 39    | 5                | 11               | 16               | 16               | -                | -  | -                    | -                    | -                    |                      |                      |
| Totaux LNH | Totaux LNH             | Totaux LNH | 1 733 | 766              | 1 155            | 1 921            | 1 167            | 208              | 78 | 123                  | 201                  | 163                  |                      |                      |

### Statistiques en équipe nationale

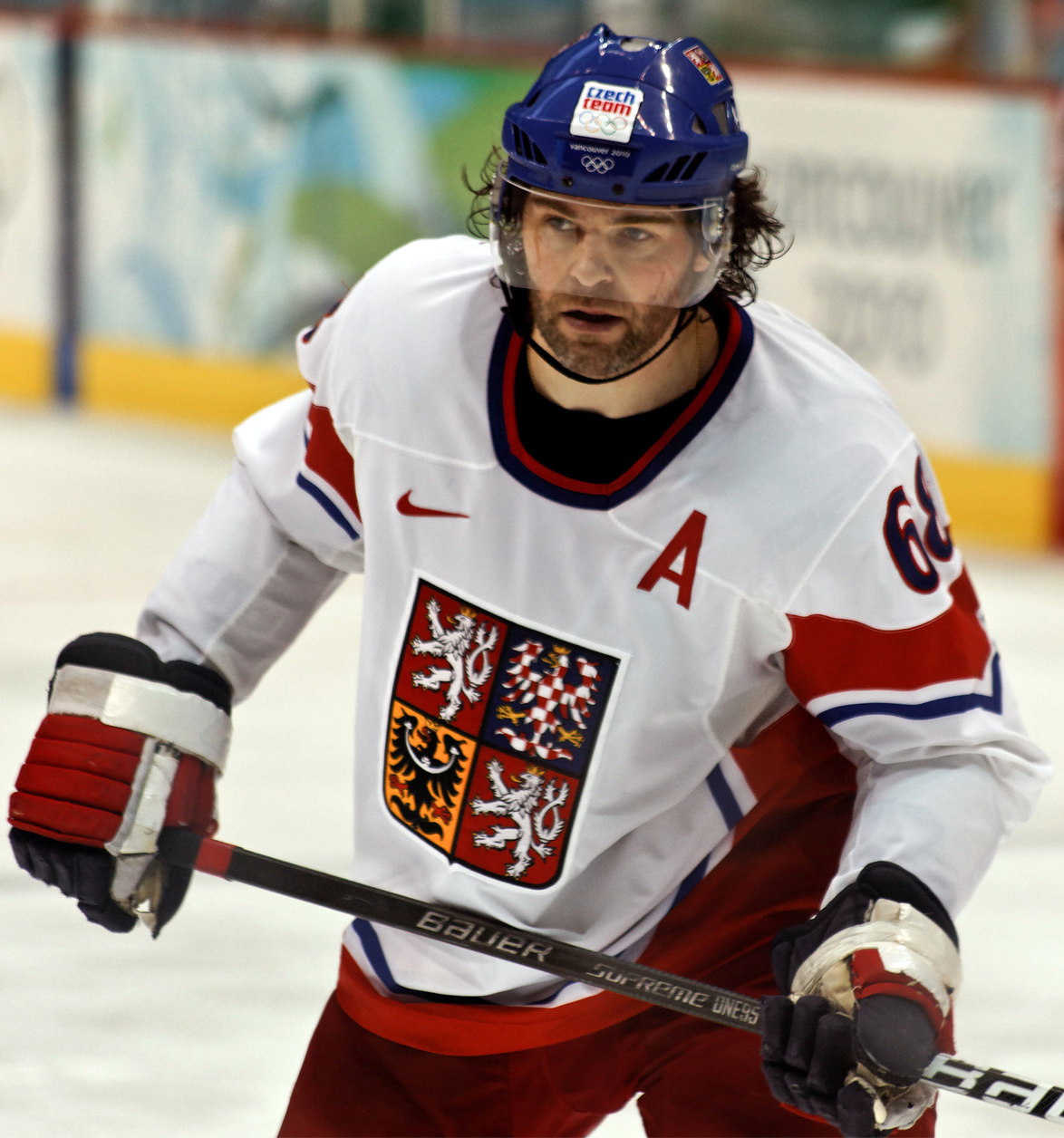
Jágr avec l'équipe de République tchèque lors des Jeux olympiques de 2010.

| Année | Équipe              | Évènement                   |    | PJ | B  | A  | Pts | Pun | +/-                                  |  | Résultat |
| 1989  | Tchécoslovaquie U18 | Championnat d'Europe junior | 5  | 7  | 5  | 12 |     | 2   |                                      |  |          |
| 1990  | Tchécoslovaquie U20 | Championnat du monde junior | 7  | 5  | 13 | 18 |     | 6   | Médaille de bronze                   |  |          |
| 1990  | Tchécoslovaquie     | Championnat du monde        | 10 | 3  | 2  | 5  |     | 2   | Médaille de bronze                   |  |          |
| 1991  | Tchécoslovaquie     | Coupe Canada                | 5  | 1  | 0  | 1  |     | 0   | Dernière place du round-robin        |  |          |
| 1994  | République tchèque  | Championnat du monde        | 3  | 0  | 2  | 2  |     | 2   | 7e place                             |  |          |
| 1996  | République tchèque  | Coupe du monde              | 3  | 1  | 0  | 1  |     | 2   | Non qualifiée pour les éliminatoires |  |          |
| 1998  | République tchèque  | Jeux olympiques             | 6  | 1  | 4  | 5  |     | 2   | Médaille d'or                        |  |          |
| 2002  | République tchèque  | Jeux olympiques             | 4  | 2  | 3  | 5  | 3   | 4   | 5e place                             |  |          |
| 2002  | République tchèque  | Championnat du monde        | 7  | 4  | 4  | 8  | 5   | 2   | 5e place                             |  |          |
| 2004  | République tchèque  | Championnat du monde        | 7  | 5  | 4  | 9  | 2   | 6   | 5e place                             |  |          |
| 2004  | République tchèque  | Coupe du Monde              | 5  | 1  | 1  | 2  | 1   | 2   | Éliminés en demi-finale              |  |          |
| 2005  | République tchèque  | Championnat du monde        | 8  | 2  | 7  | 9  | 4   | 2   | Médaille d'or                        |  |          |
| 2006  | République tchèque  | Jeux olympiques             | 8  | 2  | 5  | 7  | 1   | 6   | Médaille de bronze                   |  |          |
| 2009  | République tchèque  | Championnat du monde        | 7  | 3  | 6  | 9  | 4   | 6   | 6e place                             |  |          |
| 2010  | République tchèque  | Jeux olympiques             | 5  | 2  | 1  | 3  | -1  | 6   | 7e place                             |  |          |
| 2010  | République tchèque  | Championnat du monde        | 9  | 3  | 4  | 7  | +1  | 12  | Médaille d'or                        |  |          |
| 2011  | République tchèque  | Championnat du monde        | 9  | 5  | 4  | 9  | +5  | 4   | Médaille de bronze                   |  |          |
| 2014  | République tchèque  | Jeux olympiques             | 5  | 2  | 1  | 3  | +1  | 2   | 6e place                             |  |          |
| 2015  | République tchèque  | Championnat du monde        | 10 | 6  | 3  | 9  | 8   | 0   | 4e place                             |  |          |

## Trophées et honneurs personnels
Coupe Stanley : en 1990-1991 et 1991-1992.

### Trophées d'équipe

#### Penguins de Pittsburgh
Il est le capitaine des Penguins entre 1998 et 2001, Martin Straka étant capitaine de l'équipe pour quelques matchs lors de la saison 1999-2000.
Il est également mis en avant par de nombreux trophées internes aux Penguins :
- 1990-1991 : recrue de l'année[67]
- Meilleur joueur de l'équipe en (selon les dirigeants) : 1994-1995, 1997-1998 (avec Ron Francis), 1998-1999 et 1999-2000[68].
- Joueur apportant le plus à l'équipe selon ses coéquipiers : 1998-1999 avec Martin Straka[69].
- Booster club award, récompense le joueur qui a le plus gagné d'étoiles à la suite des matchs : 1994-1995, 1997-1998 et 1998-1999[70].
- Meilleur pointeur de l'équipe : de 1993-1994, 1994-1995, 1997-1998 à 2000-2001[71].
- Bob Johson Memorial "Badger Bob" Award trophée récompensant le joueur de l'équipe étant le plus déterminé : 1995-1996[72]

À l'époque, il est le second joueur derrière Mario Lemieux à disputer le plus de matchs avec l'équipe (806), à marquer le plus buts (439), à réaliser le plus de passes décisives (640) et donc à totaliser le plus de points (1 079).

#### Rangers de New York
Au sein des Rangers, il remporte également plusieurs trophées :
- Trophée Franck-Boucher du joueur le plus apprécié de l'équipe : 2005-2006[74].
- Rangers Good Guy Award, trophée remis au joueur le plus sympathique (trophée remis en coopération avec la presse) : 2005-2006[75].
- Meilleur joueur de l'équipe : 2005-2006[76].
- Depuis le 5 octobre 2006 : capitaine de l'équipe.

### Autres trophées
- Gagnant du trophée Art-Ross en 1995, 1998, 1999, 2000 et 2001 ;
- Gagnant de la Crosse d'Or en 1995, 1996, 1999, 2000, 2002, 2005, 2006, 2007, 2008, 2011 et 2014 ;
- Gagnant du trophée Lester-B.-Pearson en 1999, 2000 et 2006 ;
- Gagnant du trophée Hart en 1999 ;
- Nommé parmi les 100 plus grands joueurs de la LNH à l'occasion du centenaire de la ligue en 2017[77].